# Emmanuel Sarfo
Emmanuel Jeriel Sarfo (12 juli 2007) is een Belgisch voetballer die sinds 2025 onder contract ligt bij KRC Genk.

## Carrière
Sarfo zat in januari 2025 tweemaal op de bank bij een competitiewedstrijd van de RSCA Futures in Eerste klasse B, maar kwam daarin niet in actie. Kort daarop maakte Sarfo, die geen profcontract had bij RSC Anderlecht, de overstap naar KRC Genk. Daar ondertekende hij een overeenkomst van tweeënhalf jaar. Op 15 augustus 2025 maakte Sarfo zijn profdebuut in het shirt van Jong Genk, het beloftenelftal van de club in Eerste klasse B: op de tweede competitiespeeldag van de Challenger Pro League liet trainer Johan Van Rumst hem in tegen SK Beveren (1-0-nederlaag) in de 66e minuut invallen voor Kayden Pierre.

## Clubstatistieken
| Seizoen         | Club            | Land            | Competitie      | Competitie | Competitie | Beker | Beker | Supercup | Supercup | Europees | Europees | Totaal | Totaal |
| Seizoen         | Club            | Land            | Competitie      | Wed.       | Dlp.       | Wed.  | Dlp.  | Wed.     | Dlp.     | Wed.     | Dlp.     | Wed.   | Dlp.   |
| --------------- | --------------- | --------------- | --------------- | ---------- | ---------- | ----- | ----- | -------- | -------- | -------- | -------- | ------ | ------ |
| 2025/26         | Jong Genk       | Vlag van België | Eerste klasse B | 1          | 0          | —     | —     | —        | —        | —        | —        | 1      | 0      |
| Carrière totaal | Carrière totaal | Carrière totaal | Carrière totaal | 1          | 0          | 0     | 0     | 0        | 0        | 0        | 0        | 1      | 0      |

Bijgewerkt op 16 augustus 2025.
2 Pierre ·
22 Manguelle ·
28 Brughmans  ·
50 Victory ·
52 Da Costa ·
53 Mocsnik ·
54 Onstein ·
55 Yoshinaga · 
56 De Wannemacker ·
57 Murenzi ·
58 Wamu · 
60 Lazar ·
61 Van Laere ·
62 Cauwel ·
63 Henry ·
65 Akpan ·
66 Coenen ·
67 Camara ·
68 Rabhi ·
70 Decresson ·
71 Stevens ·
72 Barry ·
73 Mbavu ·
74 Alvarez ·
76 Driessen ·
78 Lukanic ·
79 Nzoko ·
80 Touré ·
82 Vliegen ·
84 Sarfo ·
86 Haroun · 
87 Yasuda · 
89 Kim ·
Coach: Van Rumst